# Mont Moriah (Nevada)
Pour l’article homonyme, voir Mont Moriah.
Le mont Moriah est une montagne culminant à 3 678 m d'altitude dans le comté de White Pine dans l'Est de l'État du Nevada, aux États-Unis.
C'est la cinquième plus haute montagne de l'État.